# Parndorf
Parndorf (en húngaro: Pándorfalu) es una ciudad localizada en el Distrito de Neusiedl am See, estado de Burgenland, Austria.
- Datos: Q660886
- Multimedia: Parndorf / Q660886

1. ↑  Worldpostalcodes.org, código postal n.º 7111.